# PARADISE LOST (ゲーム)
『PARADISE LOST』（パラダイス・ロスト）は、日本のアダルトゲームブランドであるlight（ライト）により開発されたパソコン用アダルトゲームである。神座万象シリーズの第1作目。愛称は「パラロス」。

## 概要
未来の荒廃した街を舞台に、「罪」（シン）という能力を操る物たちの死闘を描いた伝奇バトルアドベンチャーゲームで、原画は峰岡ユウキが担当する。シナリオと音楽はそれぞれ正田崇と与猶啓至が担当するが、後にこの2人は同ブランドで『Dies irae -Also sprach Zarathustra-』や、『神咒神威神楽』に関わることとなり、本作は『神座万象シリーズ』の第1作目に位置付けられた。
ゲーム本数が少ない状態でロットアップされ、中古ショップにて高価格で扱われていた。
2011年1月28日に新装版がダウンロード版と共に発売された。

## あらすじ
かつては栄華を誇った大都市でありながら、旧文明の壊滅と共に世界から孤立した失楽園（パラダイス・ロスト）―“隔離街”。大戦の影響で空気は瘴気が満ち、汚染された大地の下に住む者たちは、特異な発展を遂げていた。肉体をサイボーグ化し強化した者、遺伝子操作により超常の力を得たフリークスが跋扈し弱肉強食の争いが続いている。その隔離街で最も治安の悪いD4エリアにて死神（デスサイズ） の異名で畏れられるライルは、街を統べる組織無限蛇（アンリヒカイト・ヴィーパァ）からの刺客と交戦中に、街の最下層であるM区画でリルという謎の少女を発見する。それは彼の運命を変えるものであった。

## 登場人物

### 主人公
ライル（Ryle） - 声：なし
身長：182cm。体重：73kg。3サイズ：B100/W78/H85
主人公。隔離街のD4エリアに住む男性。M区画の瘴気を浄化する能力を持っている。
10年ほど前にM区画で目覚めたが、それ以前の記憶がなく、ライルという名前も本名ではない。
個人主義者でめんどくさがり屋。
ナハト
ライルの別人格だが、多重人格と言うよりは、別の精神体に近い。
落ち着いているようで凶暴な人物。
夜ごとライルと夢の中で殺し合うも、なかなか決着がついていない。
ノウ・クライスト（Know Christ） - 声：なし
身長：173cm 体重：77kg 3サイズ：B85/W72/H81
もう一人の主人公。隔離街に住む少年。自らの肉体を文字通り切り売りして生計を立てる"ボディチョッパー"で、身体の半分以上は機械で構成されているため、身長の割に体重が重い。

### ヒロイン
リル（Ril） - 声：草柳順子
身長：161cm 体重：43kg 3サイズ：B81/W56/H83
ライルが見つけた、謎の少女。翼が生えている。ライルをロトと呼んでいる。無邪気だが善悪の判断力に問題がある。
ナハトからは天使と呼ばれ、殺意を向けられている。
ソフィア・クライスト（Sophia Christ） - 声：日向裕羅
身長：157cm 体重：42kg 3サイズ：B82/W54/H81
ノウの妹分。過保護な兄のせいで、隔離街のことをよく知らずに育ってきた。
アスト（Ast） - 声：西田こむぎ
身長：145cm 体重：36kg 3サイズ：B80/W52/H79
ツァオルのイルミナティという組織に所属する少女。

### その他登場人物
エニス・カーディナル（Enice Cardinal） - 声：一色ヒカル
身長：170cm 体重：53kg 3サイズ：B89/W60/H90
D区画四層を仕切る女性で、ライルの知り合い。ナハトを含む、ライルの全てを受け入れてきただけに、リルの登場に少々戸惑っている。
カーマイン・オニキス（Carmine Onyx） - 声：かわしまりの
身長：175cm 体重：70kg 3サイズ：B84/W59/H85
遺産の復元を行う男勝りな女性。左腕をナハトに壊されており、その箇所は義腕になっている。
ジューダス・ストライフ（Judas Strife） - 声：ルネッサンス山田
身長：178cm 体重：66kg 3サイズ：B98/W77/H82
外の世界から来た男性で、街を支配する"蛇"に近づいている。
リリス・アルトマリン（） - 声：長崎みなみ
身長：166cm 体重：45kg 3サイズ：B82/W55/H80
外の世界から来た女性で、隔離街で闇医者をしている。
ネロス・サタナイル（Satanail） - 声：山川敦也
身長：?cm 体重：?kg 3サイズ：B?/W?/H?
アストの主にしてイルミナティの幹部の一人。

## 各章タイトル
- The 1st Episode - God Forsaken Sodom
- The 2nd Episode - A Contest For Beelzebab
- The Intermission - Criminal Fire Works
- The 3rd Episode - Guilty Guilty Guilty
- The Final Episode - God Save The Zoar / Godless A God Knows

## スタッフ
- 原画：峰岡ユウキ
- シナリオ：正田崇
- 音楽：与猶啓至